# Stazione di Cagliari Centro Commerciale
La stazione di Cagliari Centro Commerciale, nota sino al 2008 come stazione di Cagliari Città Mercato Marconi è una fermata ferroviaria, divenuta in seguito tranviaria, a servizio del comune di Cagliari, posta lungo la ferrovia Cagliari-Isili, nel tratto riconvertito a tranvia nel 2008.

## Storia
Questa fermata nacque a metà degli anni novanta in seguito ad un accordo tra le Ferrovie della Sardegna ed i responsabili del centro commerciale Marconi di Pirri (municipalità di Cagliari) per incentivare l'impiego del mezzo pubblico per raggiungere l'area commerciale, situata a ridosso della Cagliari-Isili. La costruzione delle strutture (una banchina ferroviaria con pensiline) fu progettata dalle FdS e realizzata a spese del centro commerciale, che in seguito la cedette alla concessionaria ferroviaria. L'inaugurazione avvenne il 23 maggio 1996, non senza polemiche da parte di chi sostenne che tale realizzazione fosse un intervento a vantaggio di un centro commerciale privato ed andasse a sfavorire gli esercizi di minori dimensioni, chiedendo l'abolizione di tale fermata. Nonostante ciò lo scalo venne mantenuto attivo e servì l'utenza che per recarsi al centro commerciale si affidava ai treni a scartamento ridotto delle FdS.
A metà anni 2000 furono avviati i lavori di trasformazione del tronco Cagliari-Monserrato della ferrovia (sul quale veniva espletato anche un servizio ferroviario metropolitano che coinvolgeva anche la fermata) in linea tranviaria, che marginalmente riguardarono anche la fermata della Città Mercato Marconi, per cui a differenza delle altre fermate in linea di questa parte di ferrovia fu solo posata le linea aerea per l'alimentazione elettrica dei tram.
L'esercizio ferroviario, seppur con periodi di interruzione estivi in alcuni anni a causa dei lavori lungo la linea, andò avanti sino al 17 marzo 2008, data in cui l'ultimo treno raggiunse lo scalo adiacente al centro commerciale di Pirri. Da quella stessa data i tram, che in alcune fasce orarie già percorrevano la linea in pre-esercizio dalla seconda metà del 2007, divennero i nuovi mezzi a effettuare il servizio nella fermata ribattezzata "Centro Commerciale", data lo sostituzione dell'esercizio tranviario a quello ferroviario con l'attivazione della linea 1 della tranvia cagliaritana.
Nell'estate 2008 con il trasferimento delle FdS alla Regione Autonoma della Sardegna la fermata passò all'ARST Gestione FdS, ed in seguito alla gestione diretta dell'ARST a fine 2010.
Dall'inizio del 2023 e fino all'estate 2025, la stazione è stata interessata dai lavori sulla tratta dalla stazione di Piazza Repubblica e quella di Caracalla, per consentire la rincalzatura del binario e la costruzione del raddoppio.

## Strutture e impianti
L'impianto, dal 2008 e fino all'inizio dei lavori (inizio 2023), nacque con le caratteristiche di fermata in linea e fu quindi subito dotato del solo binario di corsa, a scartamento ridotto da 950 mm, affiancato da una singola banchina per il servizio passeggeri dotata di una pensilina in materiale plastico accessibile dal parcheggio del centro commerciale. Con la ristrutturazione per il riutilizzo tranviario della linea l'intervento maggiore che coinvolse la fermata fu l'installazione della linea aerea di alimentazione per i tram.
Con i lavori sulla linea che si sono completati nel 2025, la stazione avrà il secondo binario e dunque una seconda banchina per il servizio passeggeri.

## Movimento
Sino al 2008 la fermata era servita dai treni delle FdS attivi per le relazioni lungo la Cagliari-Isili, tra questi erano presenti anche i convogli impiegati per il servizio ferroviario metropolitano tra Cagliari e Monserrato. Dal marzo 2008 lo scalo è esclusivamente utilizzato come fermata intermedia della linea 1 della tranvia di Cagliari, ed è quindi servito dai tram di Metrocagliari aventi capolinea negli scali di Cagliari Piazza Repubblica e Monserrato Policlinico.

## L'incidente del 2016
La mattina del 19 gennaio 2016 (intorno alle 8:15), due convogli si sono scontrati tra di loro all'altezza della fermata, provocando più di 80 feriti tra cui i due macchinisti. La causa dell'incidente sarebbe stato un errore del sistema di segnaletica automatica della linea, causando l'interruzione della circolazione, ripristinata il giorno dopo  .